# Erika Jones
Pour les articles homonymes, voir Jones.
Erika Jones, née Erika Anschutz le 23 décembre 1988 dans l'Oklahoma, est une archère américaine spécialiste de l'arc à poulies.

## Biographie
Elle est diplômée de l'université du Nebraska à Lincoln.

## Palmarès

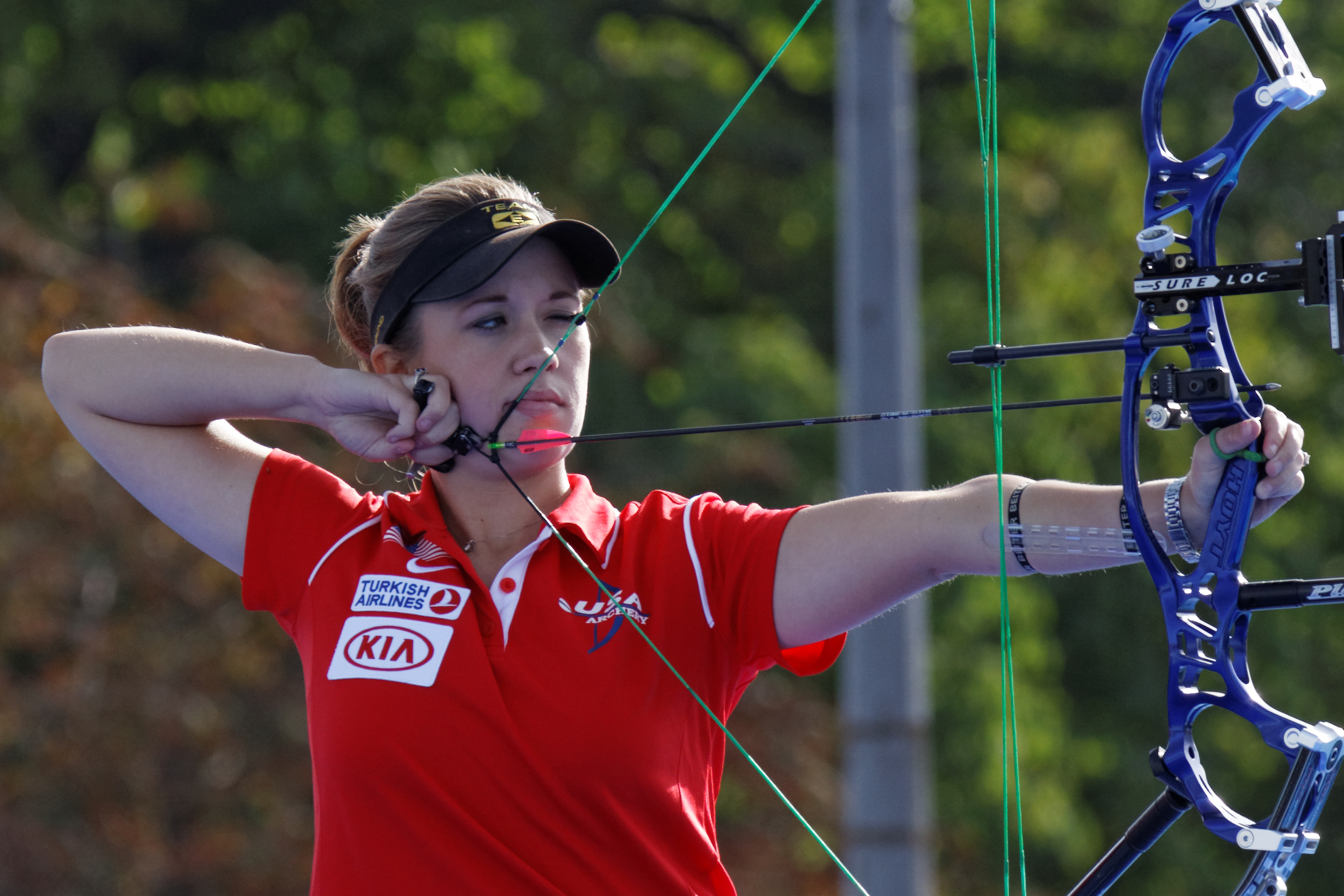
Erika Jones en 2013.

### Jeux mondiaux
- Jeux mondiaux de 2013 à Cali (Colombie) :
  -  Médaille d'or en individuel
  -  Médaille d'or en équipe mixte

### Championnats du monde (extérieur)
- Médaille d'or en équipe en 2011
- Médaille d'argent en 2005
- Médaille de bronze individuel en 2011
- Médaille de bronze en équipe en 2009
- Médaille de bronze en équipe en 2007
- Médaille de bronze en équipe mixte en 2013

### Championnats du monde (en salle)
- Médaille d'or en équipe en 2011
- Médaille d'or en équipe en 2009
- Médaille d'or en équipe junior en 2005
- Médaille d'or en équipe junior en 2003
- Médaille d'argent en individuel junior en 2005
- Médaille de bronze en individuel en 2009

### Coupe du monde (extérieur)
- Médaille d'or en individuel en 2011
- Médaille d'argent en individuel en 2013
- Médaille de bronze en individuel en 2010